# Horaga amethystus
Horaga amethystus är en fjärilsart som beskrevs av Druce 1902. Horaga amethystus ingår i släktet Horaga och familjen juvelvingar. Inga underarter finns listade i Catalogue of Life.

## Bildgalleri

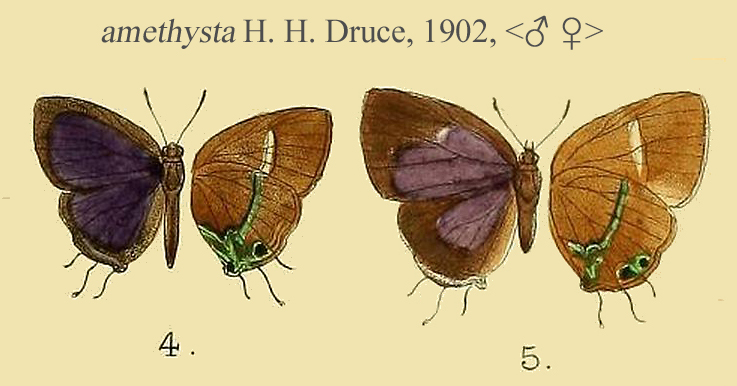
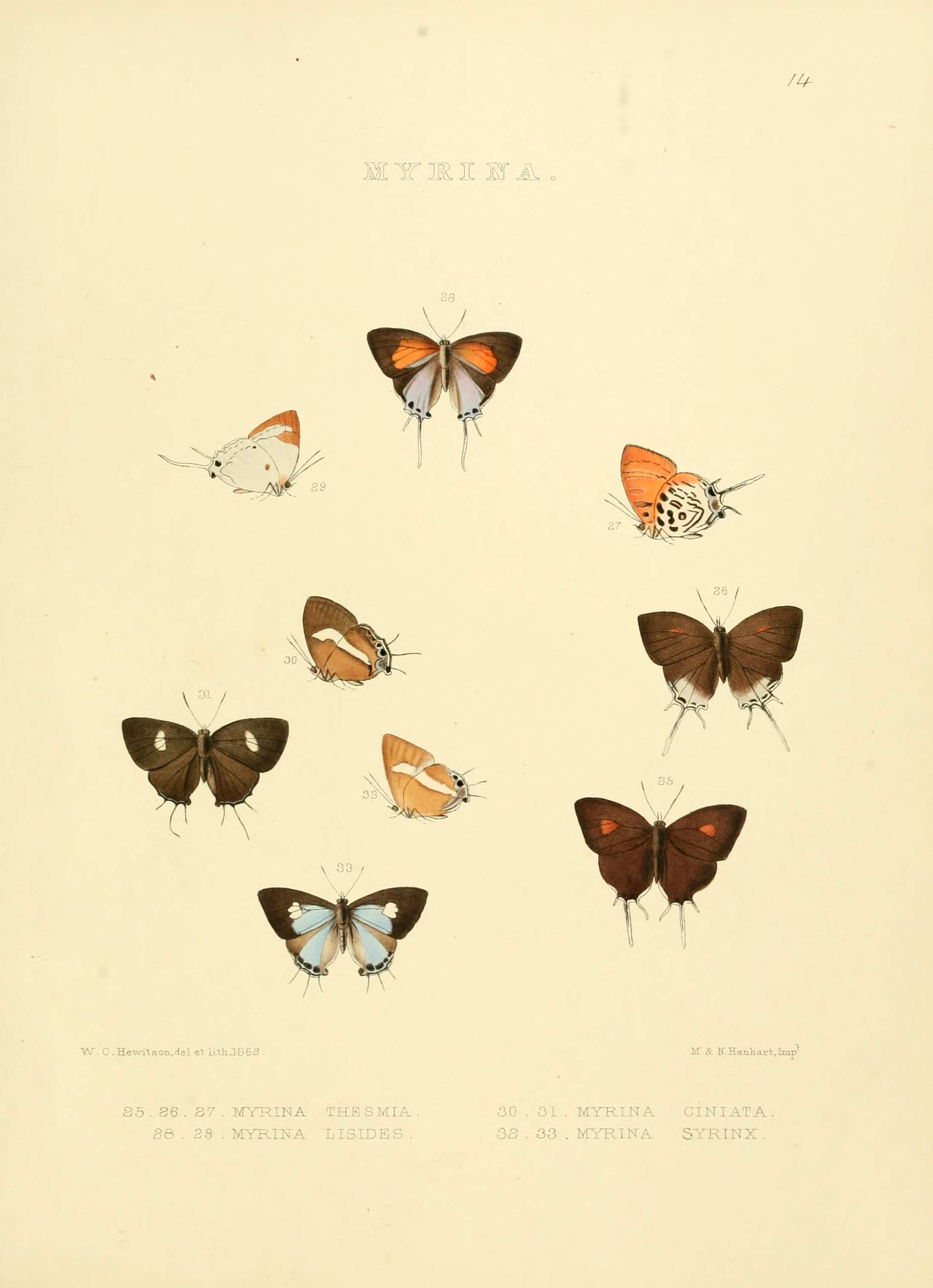
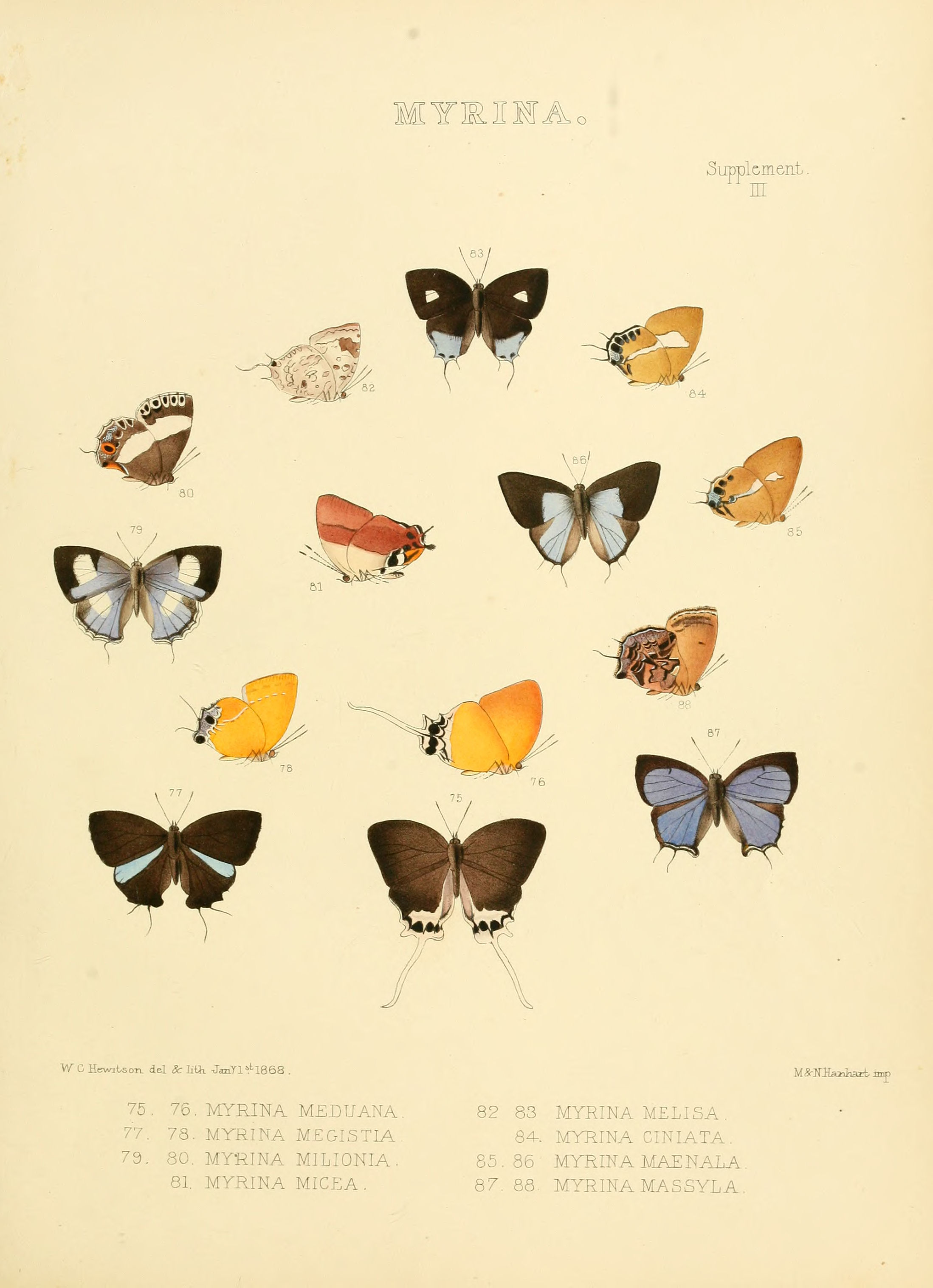
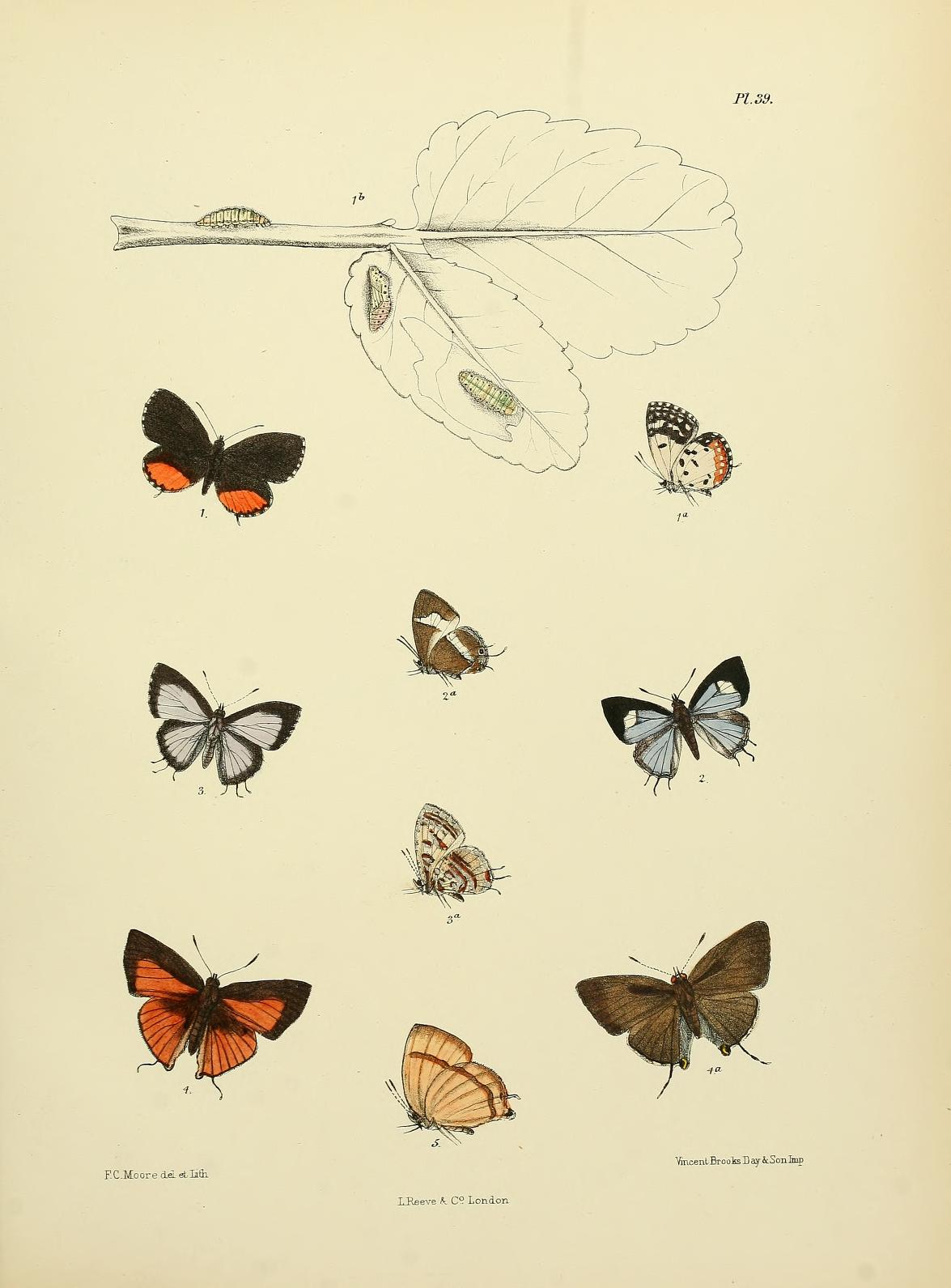